# Surazomus paitit
Espèce
Surazomus paitit est une espèce de schizomides de la famille des Hubbardiidae.

## Distribution
Cette espèce est endémique du Pará au Brésil,. Elle se rencontre vers Melgaço.

## Description
Le mâle holotype mesure 3,25 mm et la femelle paratype 3,5 mm.

## Publication originale
- Bonaldo & Pinto-da-Rocha, 2007 : A new species of Surazomus (Arachnida, Schizomida) from Brazilian Oriental Amazonia. Revista Brasileira de Zoologia, vol. 24, no 2, p. 323–326 (texte intégral).